# Anne-Caroline Pandolfo
Pour les articles homonymes, voir Pandolfo.
Anne-Caroline Pandolfo est une écrivain française pour la jeunesse et scénariste de bande dessinée née le 7 juin 1970. 

## Biographie
Anne-Caroline Pandolfo passe une licence de lettres modernes à l'université de Strasbourg puis elle intègre l'École supérieure des arts décoratifs de Strasbourg où elle passe le Diplôme national supérieur d'expression plastique. Elle travaille un temps dans l'animation. À partir de 2002, elle s'associe avec Isabelle Simler pour des ouvrages jeunesse ; par la suite, Pandolfo les rédige seule, comme La Cagoule (2015).
En 2000, elle rencontre Terkel Risbjerg à Paris. Tous deux nouent une collaboration de long terme, Pandolfo écrivant pour lui les scénarios de plusieurs bandes dessinées, principalement aux Éditions Sarbacane ; ils vivent ensemble. En 2012 paraît leur premier album : Mine, une vie de chat, empreint d'un « romantisme adolescent ». En 2013, ils s'inspirent du roman L'Astragale d'Albertine Sarrazin et en livrent leur interprétation graphique et narrative. L'album figure dans la sélection pour le prix Polar de la SNCF. Le couple poursuit dans la même veine en 2014 avec Le Roi des scarabées, inspiré de Niels Lyhne de Jens Peter Jacobsen. En 2015, ils livrent La Lionne, une bande dessinée biographique consacrée à Karen Blixen,. En 2016, le tandem publie aux éditions du Lombard une réécriture de Perceval, issu de la légende arthurienne transmise par Chrétien de Troyes. L'ouvrage fait partie de la sélection pour le fauve d'or au festival d'Angoulême 2017. Revenant à l'adaptation de roman, ils proposent en 2018 leur lecture de Serena, de Ron Rash. L'album reçoit le « prix Clouzot »  dans le cadre du festival Regards noirs (littérature polar) à Niort. En 2019, avec Enferme-moi si tu peux, ils proposent le « le destin de six artistes d'Art brut » : Augustin Lesage, Madge Gill, le Facteur Cheval, Aloïse, Marjan Gruzewski et Judith Scott. L'ouvrage est préfacé par Michel Thévoz. Les deux bédéistes ont souhaité montrer, malgré la vie difficile des personnages, « la manière dont ces six artistes s’en accommodent par la poésie et le dépassement »,.

## Œuvres

### En tant que scénariste
Sauf mention contraire, le dessin est signé Terkel Risbjerg.
- Mine, une vie de chat, Éditions Sarbacane, 2012  (ISBN 978-2-84865-560-4) (BNF 42765225)
- L'Astragale, d'après le roman éponyme d'Albertine Sarrazin, Sarbacane, 2013  (ISBN 9782848656427)
- Le Roi des scarabées, inspiré de Niels Lyhne de Jens Peter Jacobsen, Sarbacane, 2014  (ISBN 978-2-84865-740-0)
- La Lionne, Sarbacane, 2015  (ISBN 978-2-84865-829-2)
- Perceval, Le Lombard, 2016  (ISBN 978-2-8036-7014-7)
- Serena, adapté du roman de Ron Rash, Sarbacane, 2018  (ISBN 978-2-377-31047-0)
- Enferme-moi si tu peux, Sarbacane, 2019  (ISBN 978-2-203-16281-5)
- Sousbrouillard, Dargaud, 2021  (ISBN 978-2-505-08937-7)

### Ouvrages jeunesse
- Ma famille, avec Isabelle Simler, Éditions du Rouergue, 2002  (ISBN 9782841563715)
- Mes amis, avec Isabelle Simler, Éd. du Rouergue, 2002  (ISBN 9782841563722)
- Les artistes, Éd. l'Édune, 2012  (ISBN 9782353190775)
- La leçon de choses d'Upsilotte et Pépito, Éditions Amaterra

1. Le festin des gloutons, 2014  (ISBN 9782368560594)
2. Le nuage furibard, 2014  (ISBN 9782368560396)
3. Le têtard têtu, 2014  (ISBN 9782368560389)

- La cagoule, Éditions Talents Hauts, 2015  (ISBN 9782362661389)
- Les petits curieux de nature [Texte imprimé] : un livre qui fourmille de jeux et grouille de fantaisie, Éditions Amaterra, 2016  (ISBN 9782368561096)
- Un portrait au poil, Talents Hauts, 2016  (ISBN 9782362661747)
- Qui suis-je ? Où vais-je ? Quand est-ce qu'on mange ?[17], Talents hauts, 2019  (ISBN 9782362662690)